# Boeing Boeing
Boeing (707) Boeing (707) (br: Boeing Boeing) é um filme estadunidense de 1965 do gênero Comédia, dirigido por John Rich.

## Elenco Principal
- Tony Curtis...Bernard Lawrence
- Jerry Lewis...Robert Reed
- Thelma Ritter...Bertha
- Christiane Schmidtmer
- Dany Saval
- Suzanna Leigh

## Sinopse
Bernard Lawrence é um jornalista americano que trabalha em Paris, França. Mulherengo, ele cria um sistema para namorar com três diferentes aeromoças, de três nacionalidades diferentes (uma alemã, uma francesa e uma inglesa): ele anota em sua agenda os horários das rotas internacionais em que elas trabalham, e as encontra uma de cada vez num apartamento que divide com a mal-humorada empregada Bertha, que o ajuda nessa confusão. No entanto, seu sistema começa a cair quando as companhias aéreas mudam as escalas e trocam as aeronaves por modelos mais rápidos, fazendo com que os horários não coincidam mais.E, para complicar, o jornalista rival Robert Reed fica sabendo que Lawrence está cotado para assumir um cargo na América e quer ocupar a vaga deixada em Paris. Reed também quer alugar o apartamento de Lawrence e acaba se envolvendo com as aeromoças.

## Curiosidades
- Boeing Boeing foi o último filme de Jerry Lewis para a Paramount, companhia a qual esteve ligado desde o seu primeiro filme, em 1949 (My Friend Irma).